# M67 90mm無反動砲
M67 90mm無反動砲（英語: M67 recoilless rifle）は、アメリカ合衆国の第3世代無反動砲である。

## 概要
アメリカは、第二次世界大戦-朝鮮戦争にかけて、M18 57mm無反動砲およびM20 75mm無反動砲を開発・配備してきた。しかし、朝鮮戦争において、これらは新しい戦車に対しては十分な威力を発揮できないことが明らかになり、より大口径の無反動砲が要求されるようになった。
当時のアメリカ軍では、歩兵大隊レベルと小銃中隊レベルにそれぞれ無反動砲部隊が組織され、大隊レベルではM20が、中隊レベルではM18が配備されていた。このうち、中隊レベルにおいてM18を代替するために開発されたのが本砲である。一方、大隊レベルのM20は、より大型のM27 105mm無反動砲（短期間で、改良型のM40 106mm無反動砲に更新された）によって代替された。
本砲は中隊レベルで運用するため、携行性を重視して開発された。従来のアメリカ製無反動砲で採用されてきたクロムスキット式は、高初速・長射程を確保できる一方、構造的に複雑であり、これ以上の大口径化は大重量化を招き、肩にかついでの発射が困難になる恐れが大きかった。中隊レベルで運用することから長射程は不要であり、また、成形炸薬弾の技術進歩によって初速の低下をある程度補えると判断されたことから、本砲では、オーソドックスなクルップ式が採用されている。なお、長射程が要求される大隊レベル向けのM27やM40では、クロムスキット式が踏襲された。
M67向けの成形炸薬弾として開発されたM371A1は、400mの距離で250mm（均質圧延装甲換算）の貫通力を確保した。これは、従来の大隊向け無反動砲であったM20の倍以上の威力である。また、近距離での対人戦闘用に多数のフレシェット弾を収容したM590 キャニスター弾が開発され、これは有効射程300mである。なお、本砲は訓練された要員が操砲した場合、10発/分の速度で速射することができるが、砲身の加熱により、速射は5発までに制限されており、速射後は15分の冷却時間をおく必要がある。また、砲本体に二脚が装着され、安定した射撃を実現している。M67は、1950年代後半より配備を開始した。
しかし、M20よりも大幅に強化されたとはいっても、なおも重装甲化を続ける戦車に対抗するにはやや威力不足であり、連射能力の制約もあって、1970年代中盤より、新しいドラゴン対戦車ミサイルによって代替されて、退役しはじめた。ただし、これらの対戦車ミサイルは寒冷地での運用に難があるため、アラスカ州の第6軽歩兵師団では、1980年代終盤に至るまで運用を継続していた。また、供与を受けた国のなかには、現在でも予備兵器として保管している国もある。

## 要目
諸元
- 種別: 無反動砲
- 口径: 90mm

- 重量: 17kg
- 全長: 1,346mm
- 全高: 432mm
- 砲員数: 3名

作動機構
- 反動: クルップ式無反動砲
- 砲架: 個人携帯式

性能
- 初速: 213 m/s (700 ft/s)
- 有効射程: 400m（M371A1 成形炸薬弾）, 300m（M590 対人キャニスター弾）
- 最大射程: 2,100m
- 発射速度: 10発/分（ただし、5発まで）

砲弾・装薬
- 弾薬: 完全弾薬筒
- 砲弾: M371 演習弾, M371A1 HEAT弾, M590 対人キャニスター弾

## 運用国

### 現用
- ボリビア - 2024年時点で、ボリビア陸軍が数量不詳のM67を保有[1]。
- エルサルバドル - 2024年時点で、エルサルバドル陸軍が379門のM67を保有[2]。